# Multiplicateur de fréquence
Pour les articles homonymes, voir multiplicateur.
En électronique, un multiplicateur de fréquence est un circuit électronique non linéaire, auquel on applique un signal en bande étroite, c'est-à-dire dont la fréquence limite supérieure de la bande est moins de deux fois celle de la limite inférieure. Le signal résultant comporte de nombreuses harmoniques de la fréquence d'entrée. Un filtre passe-bande sélectionne celle de ces fréquences multiples de celle du signal est présente en sortie et élimine le fondamental indésirable et les autres harmoniques.
En radio, ce multiplicateur, essentiel à la modulation et à la démodulation hétérodyne, est construit autour d'un composant non linéaire, le plus souvent une diode.
Les multiplicateurs de fréquence sont souvent utilisés dans les synthétiseurs de fréquence et les circuits de communication (récepteur hétérodyne, récepteur superhétérodyne...). Il peut être plus économique de développer un signal à basse fréquence avec une puissance plus faible et des dispositifs moins coûteux, puis d'utiliser une chaîne de multiplicateurs de fréquence pour générer une fréquence de sortie dans la gamme des micro-ondes ou des ondes millimétriques. Certains schémas de modulation, tels que la modulation de fréquence, subsistent sans problème à la distorsion non linéaire (ce qui n'est pas le cas de schémas tels que la modulation d'amplitude).
La multiplication de fréquence est également utilisée en optique non linéaire. La distorsion non linéaire dans les cristaux peut être utilisée pour générer des harmoniques de la lumière laser.

## Théorie
Un signal sinusoïdal pur ne possède qu'une fréquence unique {\displaystyle f}, dite fondamentale :
{\displaystyle x(t)=A\sin(2\pi ft)\,=A\sin \omega t\,}
Si l'onde sinusoïdale est appliquée à un circuit linéaire, tel qu'un amplificateur électronique idéal, la sortie est toujours une onde sinusoïdale. Toutefois, si l'onde sinusoïdale est appliquée à un circuit non linéaire, le signal de sortie distordu est une oscillation périodique de même fréquence, mais qui n'est plus sinusoïdale. Elle se décompose en une série de Fourier, somme de sinusoïdes dont les pulsations sont des multiples entiers de celle de la sinusoïde à l'entrée.
{\displaystyle x(t)=\sum _{k=-\infty }^{\infty }c_{k}e^{jk\omega t}}
Les coefficients {\displaystyle c_{k}} donnent les amplitudes de chaque harmonique, calculés par intégration sur la période fondamentale T :
{\displaystyle c_{k}={\frac {1}{2\pi }}\int _{0}^{T}x(t)\,e^{-j2\pi kt/T}\,dt}
Un composant électronique non linéaire qui génère une série d'harmoniques, suivi d'un filtre passe-bande qui transmet l'une des harmoniques à la sortie et bloque les autres constitue un multiplicateur de fréquence.
Du point de vue de l'efficacité de la conversion, le circuit non linéaire doit maximiser le coefficient de l'harmonique désiré et minimiser les autres. Par conséquent, la fonction de transcription est souvent spécialement choisie. Les choix les plus simples consistent à utiliser une fonction paire pour générer des harmoniques paires ou une fonction impaire pour les harmoniques impaires. Un redresseur double alternance permet ainsi de fabriquer un doubleur de fréquence. Un circuit limité en amplitude comme un amplificateur saturé produit un écrêtage riche en harmoniques de troisième ordre et peut être filtré pour produire le résultat souhaité.
Les multiplicateurs à YIG permettent de sélectionner une harmonique de rang élevé, ils utilisent un circuit de distorsion qui convertit approximativement l'onde sinusoïdale d'entrée en un train d'impulsions. Le train d'impulsions idéal génère un nombre infini d'harmoniques (d'amplitudes faibles). En pratique, un train d'impulsions généré par un circuit monostable aura de nombreuses harmoniques utilisables. Les multiplicateurs à YIG utilisant des diodes de récupération d'échelon peuvent, par exemple, prendre une fréquence d'entrée de 1 à 2 GHz et produire des sorties jusqu'à 18 GHz. Parfois, le circuit multiplicateur de fréquence ajustera la largeur des impulsions pour améliorer l'efficacité de la conversion pour une harmonique spécifique.

## Circuits
Les multiplicateurs de fréquence ont beaucoup en commun avec les mélangeurs de fréquence, et certains des mêmes dispositifs non linéaires sont utilisés pour les deux : les transistors fonctionnant en classe C et les diodes. Dans les circuits de transmission, de nombreux dispositifs d'amplification (tubes à vide ou transistors) fonctionnent de manière non linéaire et créent des harmoniques, de sorte qu'un étage d'amplification peut être transformé en multiplicateur en accordant le circuit LC à la sortie sur un multiple de la fréquence d'entrée. Habituellement, la puissance (gain) produite par le dispositif non linéaire chute rapidement aux harmoniques supérieures, de sorte que la plupart des multiplicateurs de fréquence se contentent de doubler ou de tripler la fréquence, et la multiplication par des facteurs plus élevés est réalisée en cascadant des étages doubleurs et tripleurs.

### Diode
Le multiplicateur de fréquence peut utiliser des diodes montées en circuits non linéaires comme les circuits d'écrêtage, les ponts redresseurs double alternance...

### Amplificateur et multiplicateur de classe C
Les amplificateurs à commutation de classe C sont non linéaires, mais ils peuvent avoir un rendement supérieur à 50 %, car un commutateur idéal ne dissipe pas de puissance.
Une conception intelligente peut utiliser l'amplificateur non linéaire de classe C à la fois pour le gain et comme multiplicateur de fréquence.

### Diode à récupération ultra-rapide
La génération d'un grand nombre d'harmoniques utiles nécessite un dispositif non linéaire rapide. Pour ce faire, il peut être utilisé des diodes à récupération ultra-rapide (en anglais : Step Recovery Diode (en) ou SRD).
Les générateurs micro-ondes peuvent utiliser un générateur d'impulsions à diode à récupération ultra-rapide suivi d'un filtre à YIG (en). Le filtre à YIG est constitué d'une sphère de YIG (en) qui est accordée avec un champ magnétique. Le générateur d'impulsions à diode  à récupération est piloté à une sous-harmonique de la fréquence de sortie souhaitée. Un électro-aimant accorde ensuite le filtre YIG pour sélectionner l'harmonique souhaitée.

### Diode varactor
Le multiplicateur de fréquence peut aussi utiliser des diodes varicap montées en circuits non linéaires.

### Utilisations antérieures
Les multiplicateurs de fréquence utilisent des circuits accordés sur une harmonique de la fréquence d'entrée. Des éléments non linéaires tels que des diodes peuvent être ajoutés pour améliorer la production de fréquences harmoniques. Étant donné que la puissance des harmoniques diminue rapidement, un multiplicateur de fréquence n'est généralement accordé que sur un petit multiple (deux, trois ou cinq fois) de la fréquence d'entrée. En général, des amplificateurs sont insérés dans une chaîne de multiplicateurs de fréquence afin de garantir un niveau de signal adéquat à la fréquence finale.
Comme les circuits accordés ont une largeur de bande limitée, si la fréquence de base est modifiée de manière significative (plus d'un pour cent environ), les étages multiplicateurs peuvent devoir être ajustés ; cela peut prendre beaucoup de temps s'il y a beaucoup d'étages.

### Doubleur de fréquence microélectromécanique (MEMS)
Un résonateur en porte-à-faux entraîné par un champ électrique peut fournir à un système microélectromécanique un filtrage à facteur de qualité élevé. La non-linéarité inhérente à la loi carrée de la fonction de transfert tension-force du transducteur capacitif d'un résonateur en porte-à-faux peut être utilisée pour réaliser l'effet de doublement de fréquence. Les pertes faibles associées à offert à un facteur de qualité élevé permettent meilleures performances de circuit avec un doubleur de fréquence micromécanique qu'avec des dispositifs à semi-conducteurs.

### Multiplicateurs de fréquence à base de graphène
Les FET à base de graphène ont également été utilisés pour doubler la fréquence avec une efficacité de conversion de plus de 90%,.
En fait, tous les transistors ambipolaires (en) peuvent être utilisés pour concevoir des circuits multiplicateurs de fréquence. Le graphène peut fonctionner sur une large gamme de fréquences en raison de ses caractéristiques uniques.

### Transformateurs magnétiques à noyaux saturés
Au début du XXe siècle, la fréquence des émetteurs radio à alternateur d'Alexanderson était augmentée,par exemple de 8 à 32 kHz grâce à deux transformateurs doubleurs de fréquence magnétiques à noyaux saturés en cascade avant d'être appliquée à l'antenne. Ces grands transformateurs doubleurs de fréquence, bien qu'efficaces à 90 %, nécessitaient un puissant système de refroidissement à huile forcée pour éliminer la chaleur résiduelle de 40 kW.
Cette technologie permet également de fabriquer des tripleurs de fréquence et des multiplicateurs commutables en cascade permettant diverses combinaisons de fréquence.

## Boucles à verrouillage de phase avec diviseurs de fréquence
Une boucle à verrouillage de phase (PLL) utilise une fréquence de référence pour générer un multiple de cette fréquence. Un oscillateur contrôlé en tension (OCT) est initialement accordé à peu près sur la plage du multiple de fréquence désiré. Le signal de l'OCT est divisé par le facteur de multiplication à l'aide de diviseurs de fréquence (en). Le signal divisé
et la fréquence de référence sont introduits dans un comparateur de phase. La sortie du comparateur de phase est
une tension proportionnelle à la différence de phase. Après avoir traversé un filtre passe-bas et avoir été convertie dans la plage de tension appropriée, cette tension est envoyée à l'OCT pour ajuster la fréquence. Ce réglage augmente la fréquence lorsque la phase du signal de l'OCT est en retard sur celle du signal de référence et diminue la fréquence lorsque le retard diminue (ou que l'avance augmente). L'OCT se stabilise à la fréquence multiple souhaitée. Ce type de PLL est un type de synthétiseur de fréquence.

### Synthétiseur à  pas fractionnaire-N
Dans certaines PLL, la fréquence de référence peut également être divisée par un multiple entier avant d'être introduite dans le comparateur de phase. Cela permet de synthétiser des fréquences qui sont multiples de N/M fois la fréquence de référence.
Ceci peut être réalisé d'une manière différente en changeant périodiquement la valeur entière d'un diviseur de fréquence (en) à nombre entier-N, ce qui permet d'obtenir un multiplicateur ayant à la fois une composante entière et une composante fractionnaire. Un tel multiplicateur est appelé synthétiseur à pas fractionnaire-N d'après sa composante fractionnaire. Les synthétiseurs à pas fractionnaire-N constituent un moyen efficace d'obtenir une résolution de fréquence fine avec des valeurs inférieures de N, permettant des architectures de boucle avec des dizaines de milliers de fois moins de bruit de phase que les conceptions alternatives avec des fréquences de référence inférieures et des valeurs entières de N plus élevées. Ils permettent également un temps de stabilisation plus rapide en raison de leurs fréquences de référence plus élevées, ce qui permet des largeurs de bande de boucle fermée et ouverte plus importantes[citation nécessaire].

#### Synthétiseur delta sigma
Un synthétiseur delta sigma ajoute une randomisation au diviseur de fréquence (en) programmable en N du synthétiseur fractionnaire en N. Cela permet de réduire les bandes latérales et d'améliorer la qualité du signal. Cela permet de réduire les bandes latérales créées par les changements périodiques d'un diviseur de fréquence (en) à nombre entier.